# Cobham (Surrey)
Cobham – miasto w Anglii, w hrabstwie Surrey, w dystrykcie Elmbridge. Leży nad rzeką Mole, 28 km na południowy zachód od centrum Londynu. Miasto liczy 10 918 mieszkańców.